# Okręg wyborczy Watson (1934–1969)
Okręg wyborczy Watson (ang. Division of Watson) – jednomandatowy okręg wyborczy do Izby Reprezentantów Australii, istniejący w latach 1934-1969. Był zlokalizowany na terenie Sydney, zaś jego patronem był pierwszy w historii lewicowy premier Australii Chris Watson. Od 1993 imię Watsona nosi inny okręg, położony jednakże w innej części Sydney i stąd klasyfikowany jako odrębna jednostka. 

## Lista posłów
| okres urzędowania | poseł         | przynależność                                             |
| ----------------- | ------------- | --------------------------------------------------------- |
| 1934-1940         | John Jennings | Partia Zjednoczonej Australii                             |
| 1940-1949         | Max Falstein  | Australijska Partia Pracy (1940-1949) niezrzeszony (1949) |
| 1949-1955         | Dan Curtin    | Australijska Partia Pracy                                 |
| 1955-1969         | Jim Cope      | Australijska Partia Pracy                                 |

źródło: 